# Ministerio de Defensa (Siria)
El Ministerio de Defensa (en árabe: وزارة الدفاع‎) es una oficina de ministerio de la República Árabe Siria, responsable de los asuntos de defensa del país.

## Ministros de Defensa
- Jamil al-Ulshi (1920 – ?)

- Yuzuf al-Asma (1920s)

- Abd al-Ghaffar al-Atrash (septiembre de 1941)

- Abd al-Rahman al-Kayyali (19 de agosto de 1943 – ?)

- Ahmad al-Sharabati (17 de abril de 1946 – 25 de mayo de 1948)

- Abdullah Atfeh (1948)

- Jamil Mardam Bey (1948 – ?)

- Abdullah Atfeh (1949)

- Akram El-Hourani (diciembre de 1949)

- Faydi al-Atasi (diciembre de 1949 – 1950)

- Fawzi Selu (1950 – 1951)

- Khalid al-Azm (1950 – 1951)

- Maarouf al-Dawalibi (1951)

- Rashad Barmada (junio - noviembre de 1954)

- Abd al-Hasib Raslan (14 de junio – noviembre de 1956)

- Khalid al-Azm (noviembre de 1956)

- Abd al-Hasib Raslan (noviembre de 1956 – 1957)

Siria gobernada por el Partido Baaz Árabe Socialista
 Revolución del 8 de marzo (1963) 
- Muhammad al-Sufi (9 de marzo de 1963 – 2 de mayo de 1963)

- Ziad al-Hariri (2 de mayo - 8 de julio de 1963)

- Mamdouh Jaber (8 de julio de 1963 – 1965)

- Hamad Ubayd (1965 – 1966)

- Muhammad Umran (1 de enero – 23 de febrero de 1966)

- Hafez al-Assad (23 de febrero de 1966 – 1972)

- Mustafa Tlass (1972 – 12 de mayo de 2004)

- Hasan Turkmani (12 de mayo de 2004 – 3 de junio de 2009)

- Ali Habib Mahmud (3 de junio de 2009 – 8 de agosto de 2011)

- Dawoud Rajiha (8 de agosto de 2011 – 18 de julio de 2012)

- Fahd Jassem al-Freij (18 de julio de 2012 – 2018)